# 1882 у літературі

## Твори
- Ентоні Троллоп опублікував окремою книгою антиутопічний роман  «Встановлений період».
- Жуль Верн написав роман «Зелений промінь».
- Марк Твен видав у США книгу «Принц та жебрак».
- Генрік Ібсен написав п'єсу «Ворог народу».
- Фрідріх Ніцше опублікував «Веселу науку».

## Народились
- 2 лютого — Джеймс Джойс, ірландський письменник і поет (помер у 1941).
- 1 квітня — Корній Чуковський, російський письменник, публіцист, критик (помер у 1969).
- 21 липня — Бурлюк Давид Давидович, російський поет (помер у 1967).
- 3 листопада — Якуб Колас, білоруський письменник (помер у 1956).